# Delma torquata
Delma torquata — вид геконоподібних ящірок родини лусконогових (Pygopodidae). Ендемік Австралії. 

## Поширення і екологія
Delma torquata поширені на південному сході Квінсленда. Вони живуть у відкритих акацієво-евкаліптових рідколіссях з трав'яним і чагарниковим підліском, трапляються серед опалого листя і каміння.